# Oporinia impuncta
Oporinia impuncta là một loài bướm đêm trong họ Geometridae.